# Composiciones para laúd (Bach)

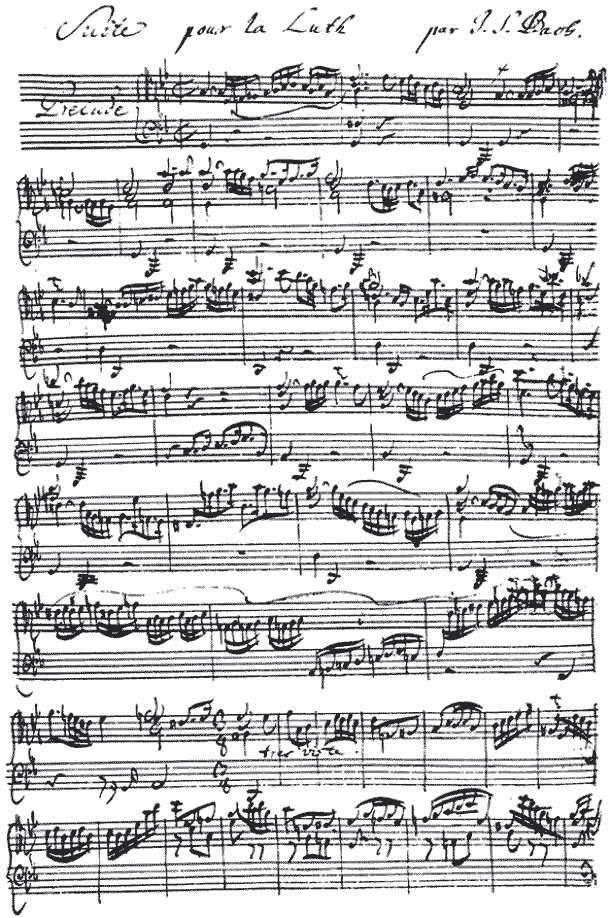
Partitura autógrafa de la primera página de la Suite para laúd n.º 3 en sol menor, BWV 995, de Johann Sebastian Bach.

Las composiciones para laúd, BWV 995-1000 y BWV 1006a, son piezas escritas para laúd por Johann Sebastian Bach, que en su mayor parte se encuentran en forma de suite.

## Historia
Con excepción del BWV 995, BWV 1000 y BWV 1006a, las que son transcripciones de obras para otros instrumentos se compusieron específicamente para el laúd o para el lautenwerk, un instrumento especial de teclado que imitaba el sonido del laúd.

## Análisis

### Suite para laúd en sol menor, BWV 995
La suite BWV 995 se compuso entre 1727 y 1731, y es una transcripción, armónicamente enriquecida, de la Suite para violonchelo, BWV 1011. En ambas versiones, la línea melódica deriva de un único acorde, pero la transcripción para laúd es más característica, puesto que los acordes utilizados se adaptan mejor al estilo arpegiado factible con el laúd. La sarabande contiene una cita del "Et Incarnatus est", tomado de la Misa en si menor, BWV 232. De esta suite también existe una versión escrita bajo la forma de tablatura, tal vez obra del destinatario, un no identificado Schouster.
Consta de los siguientes movimientos:
1. Prelude
2. Allemande
3. Courante
4. Sarabande
5. Gavotta e rondó
6. Gigue

### Suite para laúd en mi menor, BWV 996
La suite BWV 996 probablemente fue escrita entre 1707 y 1717 para laúd por Johann Sebastian Bach. Fechada a mitad del periodo de Bach en Weimar, es la primera pieza para laúd que se conoce de Bach. La parte más conocida es la bourrée.
La partitura copiada por Johann Gottfried Walther, establece la indicación explícita para lautenwerk. Es probable que esta suite fuera escrita para laúd-clave.
Consta de los siguientes movimientos:
1. Präludium: Presto
2. Allemande
3. Courante
4. (Sarabande)
5. Bourrée
6. (Gigue)

### Suite para laúd en do menor, BWV 997
Compuesta probablemente después de 1736 y tal vez destinada a lautenwerk. De esta suite también hay una versión manuscrita para laúd en sólo tres movimientos (fantasía, sarabande y gigue).
Consta de los siguientes movimientos:
1. Fantasía o Prelude
2. Fuga
3. Sarabande
4. Gigue
5. Double

### Suite para laúd en mi♭ mayor, BWV 998
Se cree que fue compuesta en Leipzig a principios de la década de 1740. El preludio en mi bemol mayor es jovial y alegre, discurre con una certeza calmada como una conversación entre amigos, con matices pero a fin de cuentas de mutuo acuerdo. La fuga presenta el tema de una voz que sigue a otra siguiendo un patrón que se entrelaza, predecible pero aun así cautivador. El Allegro trae la obra al punto de partida volviendo al preludio.
Consta de los siguientes movimientos:
1. Preludio
2. Fuga
3. Allegro

### Preludio para laúd en do menor, BWV 999
Este preludio para laúd solo en do menor fue escrito por Bach seguramente a finales de la década de 1710 o bien a principios de 1720. Toda la pieza se mueve en torno a una sola frase mediante variaciones y matices.
Una edición de esta obra arreglada para piano está disponible bajo el título J. S. Bach: Eighteen Little Preludes, editada por Keith Snell. La pieza ha sido adaptada para un gran número de instrumentos como violín, piano, guitarra, etc. Las grabaciones de esta pieza son poco frecuentes a menos que se interprete como introducción a la Fuga en sol menor, BWV 1000 de Bach. Se puede encontrar como pieza independiente en el álbum de Andrés Segovia & John Williams, The Art of the Guitar (pista 18).
Primera mitad
No se admite la reproducción de audio en este navegador. Se puede descargar el archivo de audio.

### Fuga para laúd en sol menor, BWV 1000
Fue escrita por Bach poco después de haberse mudado desde Cöthen a Leipzig en 1723. Se trata de la transcripción para laúd del segundo movimiento de la Sonata en cuatro movimientos para violín, BWV 1001, escrito en 1720. No se conserva ninguna versión manuscrita en la actualidad, si bien hay una copia contemporánea en tablatura, posiblemente realizada por el laudista amigo de Bach, Christian Weyrauch. De esta fuga también existe una versión para órgano, el Preludio y fuga, BWV 539. Actualmente la pieza suele interpretarse en guitarra.

### Suite para laúd en mi mayor, BWV 1006a
Compuesta entre 1735 y 1740. Además de las composiciones de la lista, también hay una transcripción para laúd con algunos añadidos de la Partita para violín, BWV 1006.
Consta de los siguientes movimientos:
1. Preludio
2. Loure
3. Gavotte en Rondeau
4. Minuetto I
5. Minuetto II
6. Bourrée
7. Gigue